# 21942 Субраманіан
21942 Субраманіан (21942 Subramanian) — астероїд головного поясу, відкритий 9 листопада 1999 року.
Тіссеранів параметр щодо Юпітера — 3,381.